# Музика Бутану
Музика Бутану включає такі традиційні жанри як жунгдра, боедра (англ. boedra) і сучасний стиль рігсар (англ. rigsar).

## Народна і класична музика
Бутан був об'єднаний в XVII столітті Шабдрунг Нгаванг Намґ'ялом (1594 — 1652). На цей період припадає розквіт бутанської народної музики й танців (цам). У цей час основними інструментами були лінгм (флейта), дран'єн (лютня) і чіванг (скрипка).
Великий вплив на культуру і музику Бутану надали буддизм гілки Друкпа Каг'ю і буддійська музика. Багато народних пісень та мелодій є похідними від музики Друкпа.

## Народні інструменти
- лінгм (англ. Lingm)
- дран'єн (англ. Dramyin)
- чіванг (англ. Chiwang) — 3-струнний музичний інструмент на зразок ребека

## Сучасний стан
Одним з провідних бутанських музикознавців і музикантів є Джігме Друкпа (англ. Jigme Drukpa). У монастирях Бутану зберігаються традиції духовної музики. Наприклад, один з відомих сучасних виконавців буддистської музики Лама Ґ'юрме отримав свою музичну духовну освіту в монастирях Бутану. Деякі музиканти, такі як Таші Норбу, цілеспрямовано розвивають народну музику Бутану.

## Сучасна популярна музика
На відміну від багатьох інших країн, бутанська народна музика практично не використовується в популярній музиці.
Історія бутанської популярної музики бере свій початок з радіопередач радіомовної служби Бутану, в ефірі якої звучали твори Таші Н'єнча (англ. Tashi Nyencha), що заснував в 1991 році першу студію звукозапису в Тхімпху. До цього громадяни Бутану слухали в основному індійську поп-музику.
Перша велика зірка бутанської поп-музики — Шера Лендуп (англ. Shera Lhendup), чия зоряна кар'єра почалася в 1981 році з піснею Jyalam Jaylam Gi Ashi, однак протягом ряду років стиль рігсар був не дуже популярний.
До кінця 1980-х років рігсар стає домінуючим стилем музики в Бутані. Після заснування лейбла Norling Drayang відбулося змішання індійської, непальської та західної поп-музики. Найпопулярнішим альбомом в цьому стилі став New Waves, який записали в 1996 році Суреш Моктан (англ. Suresh Moktan) і Лхамо Дукпа (англ. Lhamo Dukpa). Лхамо Дукпа є першим сучасним співаком Бутану, виконуючим власноруч написані пісні.
З інших музикантів стилю рігсар можна виділити Нетена Дорджі (англ. Neten Dorji).